# 蓋伊·布瑞特
蓋伊·布瑞特（Guy Burnet ，1983年8月8日—）是一位英国演员。

## 早期生活
蓋伊·布瑞特生于英国伦敦。他曾就读于荷兰公园学校，在此期間他愛上了演戲。
在成为演员之前，蓋伊·布瑞特原本希望成为一名职业足球运动员。他曾就讀於女王公园巡游者足球俱乐部足球學校。隨後他參加了多次試訓，並在歐洲各地不同地方踢球。
即使成為一名演員後，他仍然踢足球。2007年6月1日，他在温布利球场參加了一場比賽。